# Bulelwa Madekurozwa
Bulelwa Madekurozwa (sinh năm 1972) là một họa sĩ và nhà in ấn người Zimbabwe gốc Zambia.

## Sự nghiệp
Madekurozwa sinh năm 1972. bà học tại Harare Polytechnic ở Zimbabwe, sau đó bà gia nhập khoa. Khi còn là sinh viên, Madekurozwa bị ảnh hưởng bởi sự chênh lệch mà bà ghi nhận giữa các đại diện của đàn ông và phụ nữ trong các bức chân dung được vẽ. Quan sát này khiến bà tham gia với các đối tượng thách thức định kiến giới truyền thống. Madekurozwa đã liên kết tần suất phụ nữ ngoan ngoãn trong nghệ thuật của Zimbabwe với lợi ích của những người mua nước ngoài, những người thường muốn và mong muốn mua các mô tả rập khuôn về châu Phi, mà các nghệ sĩ địa phương lần lượt cảm thấy áp lực khi sản xuất. Bà giải thích trong một cuộc phỏng vấn năm 1998 với Dịch vụ báo chí của Inter rằng: "Nếu bạn không bán, bạn không sống, bạn không ăn. Rất nhiều thời gian bạn không sản xuất những gì bạn muốn. Và điều đó mang lại cho người nước ngoài rất nhiều quyền lực đối với nghệ thuật của người Zimbabwe. " 
Năm 1997, Madekurozwa đã tham gia một chương trình trao đổi giảng viên với Đại học Khối thịnh vượng chung Virginia. Hai năm sau, bà giữ quyền cư trú tại Phòng trưng bày Gasworks ở London, nơi bà đã tạo ra tác phẩm tập trung vào "mối quan hệ giữa nam và nữ và giữa tư nhân và công chúng".

## công việc
Tác phẩm của Madekurozwa được mô tả trong Bách khoa toàn thư về nghệ thuật thị giác là "articulat [ing] xung đột giữa kỳ vọng xã hội, định kiến giới và nhu cầu cá nhân."  Về công việc của chính mình, Madekurozwa đã nói: "Tôi sử dụng nghệ thuật của mình để tái tạo thế giới theo cách riêng của mình, những điều cấm kị trở nên phơi bày và sự ẩn giấu được đưa ra. Trong công việc của tôi, phụ nữ không chỉ là những con thú bất lực về gánh nặng và cơ thể đàn ông trở thành đối tượng cho sự thích thú của trò hề. " 
Joyce M. Youmans chỉ lên Thiên đường (1997) là một ví dụ về cách Madkurozwa phản ánh việc hàng hóa cơ thể phụ nữ, bằng cách chuyển ống kính vào các nhân vật nam có thẩm quyền. Đối tượng, một cảnh sát trẻ, mặc một phần đồng phục, được miêu tả giống như một chiếc ghim cài cỡ người, mà Youmans diễn giải là mời mắt người xem "du hành vào hiện trường và vuốt ve cơ thể đàn ông". Chiều chủ nhật (1997) đã sử dụng một cách tiếp cận tương tự, có hai cảnh sát nam, một người chỉ mặc một phần, chia sẻ một cái ôm đồng tính luyến ái, trong khi đối mặt với người xem. Nó đã được trao giải thưởng chung của Mobil. Viết cho Gallery, nhà phê bình Chiedza Musengesi đã ca ngợi kỹ thuật và chủ đề của bức tranh, lưu ý rằng nó thúc giục người xem "kiểm tra lại các quan niệm truyền thống của chúng ta về cảm xúc của con người và nhu cầu cá nhân."  Trong cùng một bức tranh, Carol Magee lưu ý rằng "nét vẽ rộng giúp tạo ra năng lượng cảm xúc, sự năng động và căng thẳng, cũng như bà ấy sử dụng màu sắc đậm, phong phú".

## Cuộc sống cá nhân
Năm 1995, Madekurozwa công khai nhận mình là một người đồng tính nữ.

## Triển lãm
- Nghệ thuật đương đại ở Zimbabwe. Amsterdam: Artoteek Amsterdam Zuidoost, 1998.

## Phần thưởng và đề cử
- Giải thưởng hội họa tại Hội chợ nghệ thuật thị giác lần thứ nhất của phụ nữ ở Zimbabwe (1997)
- Giải thưởng chung của Mobil (1997)